# Canzoni Tour 2011
Canzoni Tour 2011 è l'ottavo album dal vivo di Edoardo Bennato pubblicato nel 2011.

## Il disco
È una raccolta di canzoni in versione rock acustico registrata dal vivo a Roma nel locale The Place, in un evento per pochi intimi per presentare il recente album MtvStorytellers uscito alla fine del 2010, e interamente trasmesso in streaming. L'album si apre con un inedito su cd, "Italiani", scritta per il 150º anniversario dell'Unità d'Italia e già diffuso via web. È il primo album dal vivo in cui viene pubblicato il "medley" composto nell'ordine dai brani Abbi dubbi, Sono solo canzonette e Il gatto e la volpe, sempre presente e con questo ordine in scaletta e molto spesso all'inizio del concerto in versione one man band.

## Tracce CD
1. Italiani 3:02
2. Non farti cadere le braccia 3:53
3. Asia 5:01
4. È lei 4.04
5. L'isola che non c'è 3:27
6. Un aereo per L'Afghanistan 4:00
7. In amore 4:58
8. C'era un re 4:03
9. Rinnegato 4:17
10. Perfetta per me 4.11
11. Medley 8:08
12. Cantautore 5:02
13. Il rock di Capitan Uncino 7:15
14. La fata 3:39
15. In prigione in prigione 6:26

## Tracce DVD
1. Italiani
2. Asia
3. Un aereo per l'Afghanistan
4. Per noi
5. Medley
6. Wannamarkilibera
7. C'era un re
8. Rinnegato
9. In amore
10. Perché
11. La fata
12. La Sapienza
13. In prigione in prigione
14. È lei (contenuto extra)

## Formazione
- Edoardo Bennato - voce, chitarra, armonica a bocca
- Giuseppe Scarpato - chitarra
- Gennaro Porcelli - chitarra
- Patrix Duenas - basso
- Raffaele Lopez -tastiere
- Roberto Perrone - batteria
- Luca Visigalli - basso in Italiani
- Diego Corradin - batteria in Italiani

### Quartetto Flegreo
- Simona Sorrentino - 1° violino
- Fabiana Sirigu - 2° violino
- Luigi Tufano - viola
- Marco Pescosolido - violoncello